# Roussillon (Canadá)
A Regionalidade Municipal do Condado de Roussillon está situada na região de Montérégie na província canadense de Quebec. Com uma área de mais de quatrocentos quilómetros quadrados, tem, segundo dados de 2005, uma população de cerca de cento e cinquenta mil pessoas sendo comandada pela cidade de Delson. Ela é composta por 11 municipalidades: 8 cidades, 2 municípios e 1 freguesia. 

## Municipalidades

### Cidades
- Candiac
- Châteauguay
- Delson
- La Prairie
- Léry
- Mercier
- Saint-Constant
- Sainte-Catherine

### Municípios
- Saint-Mathieu
- Saint-Philippe

### Freguesia
- Saint-Isidore

## Região Autônoma
A reserva indígena de Kahnawake não é membro do MRC, mas seu território está encravado nele.